# فرشته معتمدی
فرشته معتمدی (زاده ۱۳۲۳ بروجرد)، پژوهشگر علوم اعصاب و عضو پیوسته فرهنگستان علوم پزشکی ایران است. معتمدی فارغ‌التحصیل از دانشکده علوم دانشگاه تهران و دکترای فیزیولوژی پزشکی از دانشگاه کلمبیا در میسوری آمریکا در سال ۱۳۵۷ است. وی استاد، رئیس مرکز تحقیقات علوم اعصاب دانشگاه علوم پزشكی بهشتی؛ رئیس شبکه تحقیقات علوم اعصاب ایران؛ استاد مدعو دانشگاه UCL انگلستان و استاد مدعو مرکز تحقیقات نوروفیزیولوژی بالینی در بیمارستان آلفرد کروپ شهر اسن آلمان است.

## سوابق علمی و اجرایی
مدیرگروه فیزیولوژی دانشکده پزشکی دانشگاه علوم پزشکی بهشتی؛ رئیس انجمن فیزیولوژی و فارماکولوژی ایران (۱۳۷۱-۱۳۸۳)؛ پایه‌گذار Ph.D فیزیولوژی در کشور؛ یکی از پایه‌گذاران مرکز تحقیقات علوم اعصاب؛ تربیت بیش از ۱۵۰ دانشجوی کارشناسی ارشد و Ph.D فیزیولوژی در کشور؛ عضو هیئت بورد فیزیولوژی کشور؛ عضو هیئت مدیره سازمان بین‌المللی علوم اعصاب (IBRO) (از سال ۱۹۹۸ به مدت ۱۰ سال)؛ نایب‌رئیس فدراسیون انجمن‌های فیزیولوژی آسیایی و اقیانوسیه (۲۰۰۰ تا ۲۰۰۸)، رئیس مرکز تحقیقات علوم اعصاب دانشگاه علوم پزشکی بهشتی، رئیس فدراسیون انجمن‌های آسیایی اقیانوسیه‌ای علوم اعصاب FAONS

## آثار علمی و تألیفات
تألیف ۲ و ترجمه ۶ کتاب،  ۹۰ مقاله در نشریات فارسی و ۸۰ مقاله در نشریات بین‌المللی / سامانه نوپا

## تقدیرنامه‌ها
جایزه پژوهشگر برجسته از ریاست‌جمهوری؛ وزیر علوم؛ وزیر بهداشت، درمان و آموزش پزشکی و ریاست دانشگاه علوم پزشکی بهشتی

## موفقیت‌ها
۱. استاد دانشکده پزشکی شهید بهشتی و ریاست بخش فیزیولوژی این دانشکده برای حدود پانزده سال
۲. بهترین زن مترجم سال در سال ۱۹۸۹ 
۳. بهترین زن دانشمند سال در سال ۱۹۹۳ 
۴. استاد برگزیده سال توسط وزارت بهداشت در سال ۱۹۹۹
۵. محقق برگزیده سال در سال ۲۰۰۰ 
۶. دریافت نشان دولتی درجه سه پژوهش از رئیس‌جمهور در سال ۱۳۸۳ 
۷. رئیس مرکز تحقیقات علوم اعصاب دانشگاه شهید بهشتی از سال ۲۰۰۰ 
۸. رئیس فدراسیون آسیایی اقیانوسیه‌ای علوم اعصاب در سال ۲۰۰۲ تا ۲۰۰۴
۹. رئیس انجمن فیزیولوژیست‌ها و فارماکولوژیست‌های ایران از سال ۱۹۹۲ تا ۲۰۰۲
۱۰. سردبیر مجله فیزیولوژی و فارماکولوژی ایران
۱۱. انجام تحقیقات متعدد و نگارش مقالات و کتاب‌های متعدد در زمینه فیزیولوژی 